# 양서 (조위)
양서(梁緖, ? ~ ?)는 중국 삼국 시대 위나라, 촉나라의 정치인이다. 위나라 천수군의 관리였는데 제갈량의 제1차 북벌 때 촉나라로 귀순하였다.

## 생애
228년(건흥 6년), 위나라 천수군에서 공조(功曹)로 근무하고 있었다. 옹주자사 곽회가 서현(西縣)부터 기현(冀縣)의 낙문(洛門, 雒門)에 이르기까지 천수군을 순찰하였다. 천수태수 마준이 중랑(中郞) 강유, 공조 양서, 주부(主簿) 윤상, 주기(主記) 양건 등을 거느리고 곽회를 수행하였다. 공교롭게도 이때 촉나라의 승상 제갈량이 기산(祁山)으로 침입하였다. 여러 현들도 이에 호응하였다. 곽회는 급히 상규현(上邽縣)으로 달려갔다. 마준이 생각하기에 천수군의 치소인 기현은 서쪽에 치우쳐있고 그 주민들도 난을 반길까 염려해 곽회를 따라가려 하였다. 강유가 응당 기현으로 복귀해야 한다고 했지만 마준은 강유 등도 딴마음을 가졌을 거라 의심해 밤중에 몰래 상규로 빠져나갔다. 강유 등이 뒤늦게야 마준을 쫓아갔으나 성문이 이미 폐쇄되어 들어갈 수 없었다. 이후 촉나라에 투항하였다. 관직은 대홍려에 이르렀으며 촉한이 망하기 전에 죽었다.

## 삼국지연의
사서가 아닌 소설 《삼국지연의》에서는 양건의 형으로 설정되었으며 제92회에 천수군의 공조로 첫 등장한다. 제93회, 마준이 강유의 계책을 써 촉군을 물리칠 때마다 양서는 천수성을 지킨다. 제갈량이 모략을 부려 강유를 촉에 투항하게 만든다. 강유는 천수성에 내분을 유발하고자 평소 윤상·양서와 친했단 사실을 이용해 밀서 두 봉을 화살에 묶어 성안으로 날려보낸다. 이를 습득한 마준이 대도독 하후무에게 그 둘을 처단해야한다고 진언한다. 윤상과 양서가 이를 알고는 먼저 성문을 열어 촉군을 맞아들인다. 이어 양서는 상규성을 수비하던 동생 양건도 설득해 항복시킨다. 그 결과 천수태수에 임명되며 이후로는 더 이상 등장하지 않는다.

## 참고 문헌
- 《삼국지》44권 촉서 제14 장완비의강유전 강유전
- 어환(魚豢), 《위략》 ; 배송지 주석, 《삼국지》44권 촉서 제14 강유에서 인용